# François de Cauvigny Colomby
François de Cauvigny Colomby (auch: François de Colomby) (* 1589 in Caen; † 1649) war ein französischer Dichter, Übersetzer, Höfling und Mitglied der Académie française.

## Leben und Werk
Colomby war ein Verwandter des 30 Jahre älteren Dichters François de Malherbe, mit dem er 1605 in Beziehung trat. Er hatte im königlichen Schatzmeister Thomas Morant einen einflussreichen Verwandten und fand in Kardinal Jacques-Davy Duperron einen Gönner. Er war Vertrauensmann des Herzogs von Luynes. 1620 wurde er Mitglied des Staatsrats und Hof- und Staatsredner, eine eigens für ihn geschaffene Charge. Als ständiger Gast im literarischen Salon der Marquise de Rambouillet und als Günstling des Kardinals Richelieu wurde er 1634 Gründungsmitglied der Académie française (Sitz Nr. 17).
Als Rationalist wandte sich Colomby 1614 aufklärerisch gegen den Aberglauben der Astrologie (1623 neu aufgelegt). In einer Schrift von 1631 argumentierte er für das Gottesgnadentum des Königs und bereitete den Absolutismus theoretisch vor. Am erfolgreichsten war er als Übersetzer aus dem Lateinischen, namentlich der durch Marcus Iunianus Iustinus überlieferten Weltgeschichte des Pompeius Trogus, ein Text, der mehrfach aufgelegt wurde.

## Werke
- Observations politiques, topographiques et historiques sur Tacite. Paris 1613. (Kommentar zu den ersten Kapiteln der Annalen des Tacitus, mit Übersetzung)
- Réfutation de l’astrologie judiciaire. Divisée en trois traittez contre les astrologues de ce temps. Dédié à la reyne regente, par F. de Cauvigny sieur de Colomby. Paris 1614. 
  - Réfutation de l’astrologie judiciaire. Livre, ou se voyent les faussetés des iugements faicts par les plus celebres matematiciens du dernier siecle, sur les horoscopes des plus grands princes de l’Europe. Paris 1623.
- De l’autorité des roys. Premier discours. Dédié au très Chrestien roy de France & de Navarre Louis XIII. Paris 1631.
- Recueil de lettres nouvelles, de messieurs Malherbe. Coulomby. Boisrobert. Moliere. Plassac. Brun. Silhon. Godeau. Conac. Breval. Faret. Racan. Balzac. Auvray. Et autres. Dédié a Monseigneur le cardinal de Richelieu. Paris 1639, S. 93–170.

### Als Übersetzer
- L’Histoire universelle de Trogue Pompée réduite en abrégé par Justin. Paris 1616, 1617, 1666, 1672. Lyon 1675, 1690. Rouen 1682.
- De l’unité de l’Eglise. Livre composé par S. Augustin Evesque d’Hippone, contre les Donatistes. Traduict par Messire François de Cauvigny, Seigneur de Coulomby, Conseiller du Roy en son Conseil d’Estat, & son orateur. Paris 1623. (von Augustinus von Hippo)
- Paraphrase sur les Lamentations du prophete Jeremie... Par messire François de Chauvigny, seigneur de Coulomby. Paris 1645.